# تیم دوچرخه‌سواری سوپر بتن
تیم دوچرخه‌سواری سوپر بتن (مجاری: Szuper Beton) یک تیم دوچرخه سواری در کشور مجارستان است.
این تیم در سال ۲۰۱۰ در کشور ایرلند تأسیس و در سال ۲۰۱۳ به مجارستان منقل شده‌است.